# Vijavila
Vija Vila (en francès Vigeville) és una comuna (municipi) de França, a la regió de la Nova Aquitània, departament de la Cruesa. La seva població al cens de 1999 era de 136 habitants. Està integrada a la Communauté de communes du Carrefour des Quatre Provinces.

## Demografia
| 1968 | 1975 | 1982 | 1990 | 1999 |
| ---- | ---- | ---- | ---- | ---- |
| 139  | 133  | 139  | 145  | 136  |

## Administració
| Període   | Identitat             | Partit |
| --------- | --------------------- | ------ |
| 1983-1989 | Guy Auclair           |        |
| 1989-     | Marie Thérèse Lemoine |        |